# Luca Rizzoli
Pour les articles homonymes, voir Rizzoli.

a Compétitions nationales et continentales officielles uniquement.

b Matchs officiels uniquement.
Dernière mise à jour le 5 février 2025.
Luca Rizzoli, né le 3 mai 2002 à Rome (Italie), est un joueur international italien de rugby à XV évoluant au poste de pilier gauche avec la franchise des Zebre Parma en United Rugby Championship.

## Biographie

### Jeunesse et formation
Luca Rizzoli naît à Rome le 3 mai 2002 et grandit dans le nord de la capitale, dans une famille qui n'est pas intéressée par le rugby à XV. Il est formé à la pratique du rugby à XV à l'Unione Rugby Capitolina. Très tôt, il est repéré par la fédération italienne et rejoint les équipes de jeunes de la sélection nationale, à partir de la catégorie des moins de 17 ans,.
En juin et juillet 2021, il dispute le Tournoi des Six Nations des moins de 20 ans avec l'équipe d'Italie. Quelques jours après la fin du Tournoi, il intègre l'académie nationale Ivan Francescato de Parme pour la saison 2020-2021, un programme destiné à former les jeunes talents du rugby à XV italien. Lors de la saison suivante, il fait de nouveau partie de l'académie nationale. Durant la saison, il est une nouvelle fois sollicité par l'équipe d'Italie des moins de 20 ans avec qui il dispute le Tournoi des Six Nations 2022 ainsi que les Six Nations Summer Series.

### Carrière professionnelle
En début de saison 2022-2023, Luca Rizzoli rejoint l'effectif professionnel des Zebre Parma mais reste sous contrat avec l'académie nationale,. Dès le mois d'octobre, il fait ses débuts professionnels. En janvier 2023, il est convoqué en équipe d'Italie par Kieran Crowley afin de préparer le Tournoi des Six Nations,, mais ne joue aucun match durant le Tournoi. En fin de saison, lors de la rencontre face à Cardiff Rugby, il écope d'une suspension de neuf matchs, administrée à la suite d'une morsure sur Rhys Carré. Rizzoli bénéficie d'une réduction de peine de dix-huit à neuf matchs. Cette suspension l'empêche d'être possiblement sélectionné pour la Coupe du monde 2023, étant inéligible jusqu'au 29 septembre 2023. Lors de sa première saison professionnelle, il accumule neuf apparitions en United Rugby Championship (URC) et trois en Challenge Cup, inscrivant un essai.
En amont de la saison suivante (2023-2024), il signe un contrat professionnels avec les Zebre jusqu'en 2026. En janvier 2024, il est de nouveau convoqué pour préparer le Tournoi des Six Nations, mais ne participe à aucun match. Durant cette saison, il continue sa progression, jouant 11 matchs en URC et cinq en Challenge Cup, consolidant sa place dans l'équipe des Zebre.
Lors de la saison 2024-2025, il se distingue particulièrement lors d'un match contre le Munster, où il est l'auteur d'un remarquable 50:22. À la même période, en octobre, il est invité à un stage avec l'Italie, bien qu'il n'est pas officiellement convoqué pour les test matchs de fin d'année. En janvier 2025, il est sélectionné par Gonzalo Quesada dans le groupe italien en vue de disputer le Tournoi des Six Nations,. Finalement, il obtient sa première cape en entrant en jeu à Murrayfield face à l'Écosse (défaite 31-19).